# Русская опера в Париже
Русская опера в Париже (фр. Opéra russe à Paris) — оперная труппа, существовавшая с 1929 по 1934 год. Была создана как «Парижская частная опера» (Opéra privé de Paris); в 1930—1932 годах стала известна под названием «Русская опера в Париже»; в 1933—1934 году называлась просто «Русской оперой» (Opéra russe).
Создателями Русской оперы были оперная певица, бывшая солистка Мариинской оперы, Мария Кузнецова-Бенуа и бывший петербургский антрепренёр Алексей Церетели. Финансовую поддержку оказывал муж Кузнецовой, миллионер Альфред Массне. Последнему удалось привлечь в оперу выдающихся певцов — русских эмигрантов, в числе которых были К. Д. Запорожец, Л. М. Сибиряков, М. Б. Черкасская, Н. С. Ермоленко-Южина. В 1929 году труппа поставила в Театре Елисейских полей четыре оперы: «Князь Игорь» Бородина, «Снегурочка», «Китеж» и «Царь Салтан» Римского-Корсакова. Эскизы костюмов и декораций создавали Коровин и Билибин; постановкой «Половецких плясок» руководил Михаил Фокин. Спектакли имели большой успех, и в том же году «Русская опера» отправилась на гастроли в Южную Америку. Турне, однако, закончилось неудачей и разорением. В следующем году спектакли возобновились, а труппа получила название «Русская опера в Париже».
Во втором сезоне к «Русской опере» примкнули такие известные певцы, как Л. Я. Липковская, Д. А. Смирнов, Е. В. Лучезарская, Г. М. Поземковский, а осенью 1930 года с труппой начал выступать Фёдор Шаляпин. Последующие гастроли были успешными: «Русская опера» выступала в Милане, Барселоне, Мадриде и пр. Наиболее ярким стал лондонский сезон 1931 года.
Однако в 1932 году начался постепенный упадок труппы. Из-за финансового кризиса и разногласий с Церетели её покинул ряд артистов. Немногие состоявшиеся спектакли сезона прошли в Опера комик.
В 1933 году труппа выступала в театре Шатле, под руководством Михаила Кашука, антрепренёра Шаляпина, а репертуар состоял исключительно из постановок с участием последнего. Наконец, последние спектакли состоялись в сезоне 1934 года. Тем не менее за недолгий срок своего существования «Русская опера» внесла большой вклад в популяризацию русского репертуара в Европе и пропаганду русского оперного искусства.